# سيزار هرنانديز
سيزار هرنانديز (بالإسبانية: César Hernández)‏ هو لاعب كرة قاعدة فنزويلي، ولد في 23 مايو 1990 في بلنسية في فنزويلا.

## وصلات خارجية
- سيزار هرنانديز على موقع دوري كرة القاعدة الرئيسي (الإنجليزية)
- سيزار هرنانديز على موقعبيزبول رفرنس.كوم (الدوري الرئيسي) (الإنجليزية)
- سيزار هرنانديز على موقعبيزبول رفرنس.كوم (الدوري الثانوي) (الإنجليزية)
- سيزار هرنانديز على موقع إي إس بي إن.كوم (أم.أل.بي) (الإنجليزية)
- سيزار هرنانديز على موقع مشجعي الرسوم البيانية (الإنجليزية)